# August Förster (orvos)
August Förster (Weimar, 1822. július 8. – Würzburg, 1865. március 10.) német anatómus, egyetemi tanár.

## Életpályája
Ifjú korában előszeretettel foglalkozott a természettudományokkal, különösen az entomológiával és a botanikával. Orvosi tanulmányait 1841 és 1845 között a Jénai Egyetemen végezte. 1852-ben a Göttingeni Egyetem docense, ahonnan nemsokára Würzburgba ment át, hogy Virchow tanszékét foglalta el, mint az anatómiai patológia egyetem tanára. Förster kiváló érdemeket szerzett magának a kórboncolásban, különösen azonban a kórszövettan terén, melynek irodalmát számos dolgozattal gazdagította, kutatásai eredményeit leginkább az Archiv für pathologische Anatomie, A Wiener Medizinische Wochensschrift és a Würzburger medizinische Zeitung c. lapokban tette közzé. Tankönyve: Lehrbuch der pathologische Anatomie, 1864-ig hét kiadást ért meg és magyarra fordítva is megjelent a Magyar Orvosi Könyvkiadó Társulat kiadványai között. Handbuch der pathologischen Anatomie c. munkája szinte két kiadásban jelent meg. Ez utóbbihoz mintegy kiegészítő részül kiadta az Atlas der mikroskopischen pathologischen Anatomie-t, melyhez a rajzokat ő maga készítette. Jelentős még Die Missbildungen des Menschen, systematisch dargestellt c. műve is.

## Forrás
- A Pallas nagy lexikona, 7. kötet: Fekbér-Greszt (1894) 486. old.. adt.arcanum.com. (Hozzáférés: 2022. december 18.)